# Hokes Bluff, Alabama
Hokes Bluff là một thành phố thuộc quận Etowah, tiểu bang Alabama, Hoa Kỳ. Dân số năm 2009 là 4458 người, mật độ đạt 144 người/km².